# Spider Rock
Pour les articles homonymes, voir Spider.
Spider Rock est une formation rocheuse américaine située dans le comté d'Apache, en Arizona. Culminant à 2 031 mètres d'altitude en surplomb du canyon de Chelly, elle est protégée au sein du monument national du Canyon de Chelly.